# اونوره دورفه
اونوره دورفه (به فرانسوی: Honoré d'Urfé) رمان‌نویس قرن شانزدهم میلادی اهل فرانسه است.